# Jules Roberti
Jules Joseph Guillaume Marie Roberti (Leuven, 24 mei 1829 - 24 april 1911) was een Belgisch senator.

## Levensloop
Roberti was de enige zoon van Guillaume Roberti en van Anne-Marie Van Dormael. Guillaume, die notaris en provincieraadslid was, werd in 1857 in de Belgische erfelijke adel opgenomen. 
Jules trouwde met Zoé de Ryckman de Winghe, dochter van senator André de Ryckman de Winghe, en ze hadden twee dochters en een zoon.
Gepromoveerd tot doctor in de rechten (1853) en tot kandidaat notaris (1854) aan de Katholieke Universiteit Leuven, werd Roberti notaris in Leuven.
Hij was gemeenteraadslid van Leuven (1869-1872 en 1903-1911) en provincieraadslid (1872-1888).
In 1888 werd hij katholiek senator voor het arrondissement Leuven en vervulde dit mandaat tot aan zijn dood.